# Лиман (Ставропольский край)
Лима́н — село в Ипатовском районе (городском округе) Ставропольского края России.

## География
Расстояние до краевого центра: 113 км. Расстояние до районного центра: 10 км.
Климат
Село находится в засушливом районе. Лето продолжительное, жаркое, сухое со среднемесячной температурой июля +24 °C. В летнее время восточный ветер приносит раскалённый воздух среднеазиатских пустынь. С ним связаны засухи и пылевые бури, начинающиеся при скорости ветра 15-20 м/с. Засухи и суховеи различной интенсивности — типичное для села Лиман явление; летом бывает 85-100 суховейных дней.
Осень тёплая и продолжительная, но заморозки очень часты.
Климат резко континентальный с амплитудой колебаний максимальных и минимальных температур воздуха летом до +44 °C, зимой до −34 °C. Среднегодовая сумма осадков составляет 320—412 мм.

## История
В 1868 году (по другим данным — в 1864 году) в урочище Лиман был основан населённый пункт Лиманский (Курмамбай, Курман-Бай, Лиманский аул) — отсёлок села Винодельного Новогригорьевского уезда. Согласно списку населённых мест Ставропольской губернии по сведениям 1873 года, в отсёлке Лиманском числилось 108 дворов с населением 598 человек и 2 мечети; основные жители — татары-мусульмане. В документах за 1876 год этот населённый пункт упоминается как ногайское поселение Лиманское. Из архивных источников также известно, что в 1880 году он был выделен в «самостоятельное сельское общество».
В 1897—1898 годах Лиманский, по словам ставропольского писателя-краеведа В. Л. Гаазова, «пережил второе рождение», связанное «с новым добровольным уходом ногайцев в 1896 году в Турцию „для поклонения гробу Магомета и …оставления их в Турции на всегдашнее жительство“». Тогда на месте бывшего ногайского аула было образовано село Лиманское (Новогригорьевского, затем Благодарненского уезда), заселённое иногородними крестьянами. В «Справочнике по Ставропольской епархии» за 1911 год сообщается, что оно возникло «на земле, принадлежавшей ногайцам аула Крымско-Кевсалинского, переселившимся частью в Стамбул, частью в прикумские степи»:139.
В 1918 году на Ставрополье начался процесс коллективизации, не получивший достаточного развития из-за гражданской войны. После окончательного установления советской власти в регионе стали создаваться коммуны и артели, организуемые бывшими красноармейцами. В 1921 году в Лиманском образовалась артель «1-я Красноармейская», в 1928 году — артель «Гигант».
В 1920 году селу принадлежало почти 25 тыс. десятин земли, в нём проживало 4017 человек.
В 1933 году в Лимане были созданы колхозы им. Ворошилова и им. Ленина.
До 1 мая 2017 года село было административным центром упразднённого Лиманского сельсовета.

## Население
| 1903  | 1908  | 1925  | 1926  | 1989  | 2002  | 2010  |
| ----- | ----- | ----- | ----- | ----- | ----- | ----- |
| 2954  | ↗3245 | ↘2994 | ↗3179 | ↘1412 | ↗1498 | ↗1508 |
| 2014  | 2021  | 2023  |       |       |       |       |
| ↘1500 | ↘1327 | ↘1312 |       |       |       |       |

По данным переписи 2002 года, 97 % населения — русские.

## Инфраструктура
- Дом культуры
- Детский сад № 10 «Ивушка» (открыт 3 декабря 1970 года как сад-ясли[23])
- Средняя общеобразовательная школа № 15
- Офис Сбербанка
- Уличная сеть насчитывает 6 улиц и 7 переулков[24].
- Общественное открытое кладбище площадью 60 тыс. м²[25].

## Памятники
- Обелиск воинам, погибшим в годы гражданской и Великой Отечественной войны. 1968 год[26]